# Physalaemus nanus
Physalaemus nanus là một loài ếch trong họ Leptodactylidae. Chúng là loài đặc hữu của Brasil.
Các môi trường sống tự nhiên của chúng là các khu rừng ẩm ướt đất thấp nhiệt đới hoặc cận nhiệt đới, đầm nước ngọt có nước theo mùa, vườn nông thôn, các khu rừng trước đây bị suy thoái nặng nề, đất có tưới tiêu, đất nông nghiệp có lụt theo mùa, và kênh đào và mương rãnh. Loài này đang bị đe dọa do mất môi trường sống.

## Hình ảnh

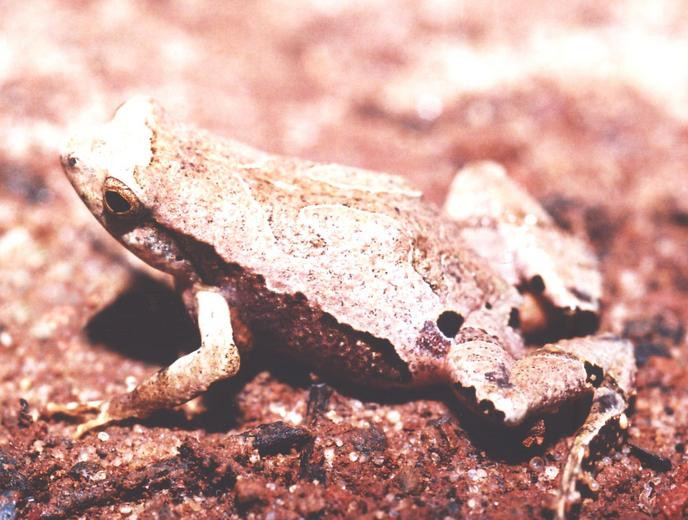